# Sigeric el Seriós
Sigeric el Seriós (?-28 d'octubre de 994) fou un religiós anglosaxó, 27è. Arquebisbe de Canterbury.
Sigeric va ingressar a l'Abadia de Glastonbury i va esdevenir monjo benedictí. Cap al 975 fou elegit abat de l'Abadia de Sant Agustí, a Canterbury. El 985 fou nomenat bisbe de Ramsbury i el 990 accedí a l'arquebisbat de Canterbury.
Durant el seu mandat va haver d'intervenir en els conflictes del rei Etelred l'Indecís amb els vikings danesos que suposaren els pagaments de grans quantitats d'impostos per impedir els saquejos.
Sigeric va morir el 28 d'octubre de 994 i fou enterrat a la catedral de Canterbury.

## La Via Francigena
En ésser nomenat arquebisbe, el 990, Sigeric va anar a Roma a rebre el pal·li i, en el camí de retorn, va recollir en un diari les etapes, 80 en total, que anava fent des de Roma a Canterbury. Aquest diari es conservà i es feu servir com a itinerari oficial del que s'anomena la Via Francigena, una ruta important de trànsit i pelegrinatge que travessa Europa des d'Anglaterra fins a Roma, passant per França, Suïssa i Itàlia.